# Erbreichsplan

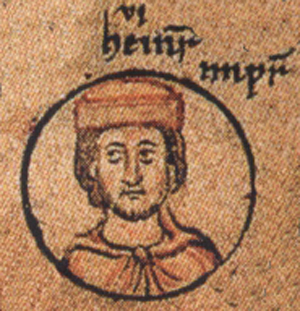
Keizer Hendrik VI

Het Erbreichsplan of het erfenisplan van Hendrik VI is een nooit verwezenlijkt plan van keizer Hendrik VI (1191-1197) om de erfopvolging in het Heilige Roomse Rijk te wijzigen van een verkozen vorst naar een erfelijke monarchie zoals bijvoorbeeld op dat moment in Frankrijk.

## Duiding
Keizer Hendrik VI was getrouwd met Constance van Sicilië, die hun zoon Frederik II pas baarde toen ze veertig jaar oud was. De kans was groot dat het minderjarig kind niet als opvolger zou worden verkozen en dat het huis Hohenstaufen zijn macht zou verliezen, vandaar het voorstel. Keizer Hendrik VI beloofde aan de keurvorsten het zelfde voordeel, via mannelijke of vrouwelijke lijn.

## Mislukking
Zijn interventie, de inlijving van het markgraafschap Meißen, na de dood van Albrecht de Trotse in 1195, zette het voorstel op losse schroeven. Ook paus Celestinus III was het plan niet genegen, aangezien keizer Hendrik VI pas koning was geworden van het koninkrijk Sicilië, hij bevond zich nu tussen hamer en aambeeld. De grootste tegenstander van het plan was aartsbisschop van Keulen Adolf I van Altena, die de draagwijdte goed inschatte en bij goedkeuring, zijn inspraak verloor. De vroegtijdige dood van keizer Hendrik VI in 1197 zorgde ervoor dat het plan nooit in werking trad.

## Afloop
Constance van Sicilië zag af van de aanspraak op het Rooms-koningschap en het keizerrijk voor haar driejarige zoon Frederik. In Duitsland zelf brak de Duitse troonstrijd uit, een strijd tussen de Hohenstaufen en de Welfen.